# غراند سالين (هايتي)
غراند سالين هي إحدى مدن هايتي. يبلغ عدد سكانها 14,940 نسمة بحسب إحصائيات سنة 2003. يبلغ ارتفاع المدينة عن سطح البحر قرابة 0 متر.